# سباق طواف فرنسا 1936
سباق طواف فرنسا 1936 من سلسلة سباقات سباق طواف فرنسا. أقيم هذا السباق في تاريخ 7 يوليو - 2 أغسطس 1936 على 21 (27 including split stages) مراحل. بعد مرور 142 ساعة و47 دقيقة و32 ثانية وبعد طي 4418 كم بمتوسط 31.108 كم في الساعة فاز بالميدالية الذهبية سيلفير ما من بلجيكا، فيما حصد الانطونية ماغني من فرنسا الميدالية الفضية، وكانت الميدالية البرونزية من نصيب فيليسيان فيرفايك من بلجيكا.

## الميداليات
| ذهب                | فضة                     | برونز                     |
| سيلفير ما - بلجيكا | الانطونية ماغني - فرنسا | فيليسيان فيرفايك - بلجيكا |